# Лезгини

Національний прапор лезгин

Лезги́ни (самоназв. Лезгияр) — один із найбільших корінних кавказьких народів, що історично мешкає у південній частині Дагестану та на прилеглих територіях Азербайджану.

Лезгистан (1728)

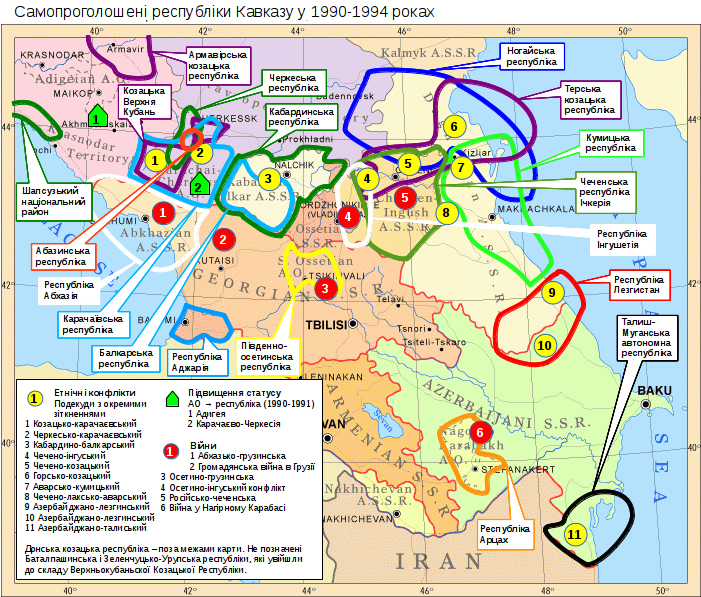
Спроба створення лезгинської республіки на початку 1990-х

У Дагестані лезгини населяють Ахтинський, Дербентський, Докузпаринський, Курахський, Магарамкентський, Сулейман-Стальський, Хивський райони, також проживають в Рутульському та Хасав'юртівському районах. В Азербайджані лезгинське населення зосереджено в Кусарському, Кубинському, Хачмасському, Кабалінському, Ісмаїллинському, Огузькому, Шекинському та Кахському районах. За офіційною статистикою є другим за чисельністю народом Азербайджану.
Чисельність лезгинів у Росії, згідно з даними перепису 2010 року, становила 473 тис., а в Азербайджані, згідно з даними перепису 2009 року, — 180 тис. Представники лезгинських суспільних організацій регулярно заперечують офіційні дані про чисельність лезгин в Азербайджані, вважаючи їх заниженими.
За оцінками, чисельність лезгин близько 1 мільйона.
Лезгини проживають також у Казахстані, Киргизстані, Туреччині, Україні та інших державах. Говорять лезгинською мовою, яка входить до нахсько-дагестанської групи північнокавказьких мов. За віросповіданням більшість сучасних лезгинів — мусульмани-суніти. Винятком є жителі села Міскинджа Докузпаринського району Республіки Дагестан, які є шиїтами.
Лезгини відомі під назвою «леги» (леки), від якого згодом і утворився сучасний етнонім «лезги». Численні війни з римлянами, візантійцями, персами, хазарами і іншими завойовниками зумовили популярність лезгиномовних племен, що населяють Кавказьку Албанію. Досі грузини і вірмени називають дагестанців, і особливо лезгин, «лекамі», перси і араби — «лекзамі». Крім того, танець «Лезгинка» грузини називають «Лекурі», а країну лезгин «Лекетія» («Лезгистан»).

## Історія
Лезгіни походять від племені леків Кавказької Албанії. Після розпаду Кавказької Албанії, лекі створили свою державу. Під натиском Арабського халіфату лекі прийняли іслам, ставши першим народом на Кавказі, що прийняв іслам. Знайома назва лезги з'явилася пізніше, як персизована форма від історичної назви лезгин.
Важливою частиною лезгинської історії є повстання Хаджі-Дауда на початку XVIII століття проти Персії, яке пізніше перетекла у війну з росіянами і турками.
За часів Кавказької війни Лезгистан не був частиною Північно-Кавказького імамату, але не підкорився російським загарбникам. З 1837-1839 року в провінції Куба йшло лезгінське повстання під керівництвом імама Хаджі-Мухаммада Хулухського і його соратника, абрека Яралі Хільського. Повстання було викликане невдоволенням місцевих жителів свавіллям чиновників царської адміністрації. Приводом до повстання послужило небажання місцевих жителів служити в російській армії. Повстання було придушене російськими окупантами у співпраці з аварським ханом Газікумуха Магомед-Мірзою. Лезгистан увійшов до складу Російської імперії. Андрій Францович Десимон писав про вільні товариства Куби так:
«...у Південному Дагестані від кубинської провінції вгору за течією Самура...мешкає здавна між ущелинами Головного Кавказького хребта, між скелями і гірськими потоками, народ, люблячий дику свавільну свободу. Цей народ, досель називався вільними кубинськими товариствами, відрізняється від усіх вільних товариств Дагестану своїм багатством, промисловістю і численністю, і по положенню своєму серед провінцій, абсолютно нам підвладних, а з ними едіноверческіх, повинен був звернути на себе особливу увагу»
Після окупації Росією боротьба лезгин не завершилася. Лезгинський абрек Кірі Буба на початку XX століття вів боротьбу з багатіями-шиїтами і царською владою в Лезгистані. Його подвиги збереглися у фольклорі лезгин.

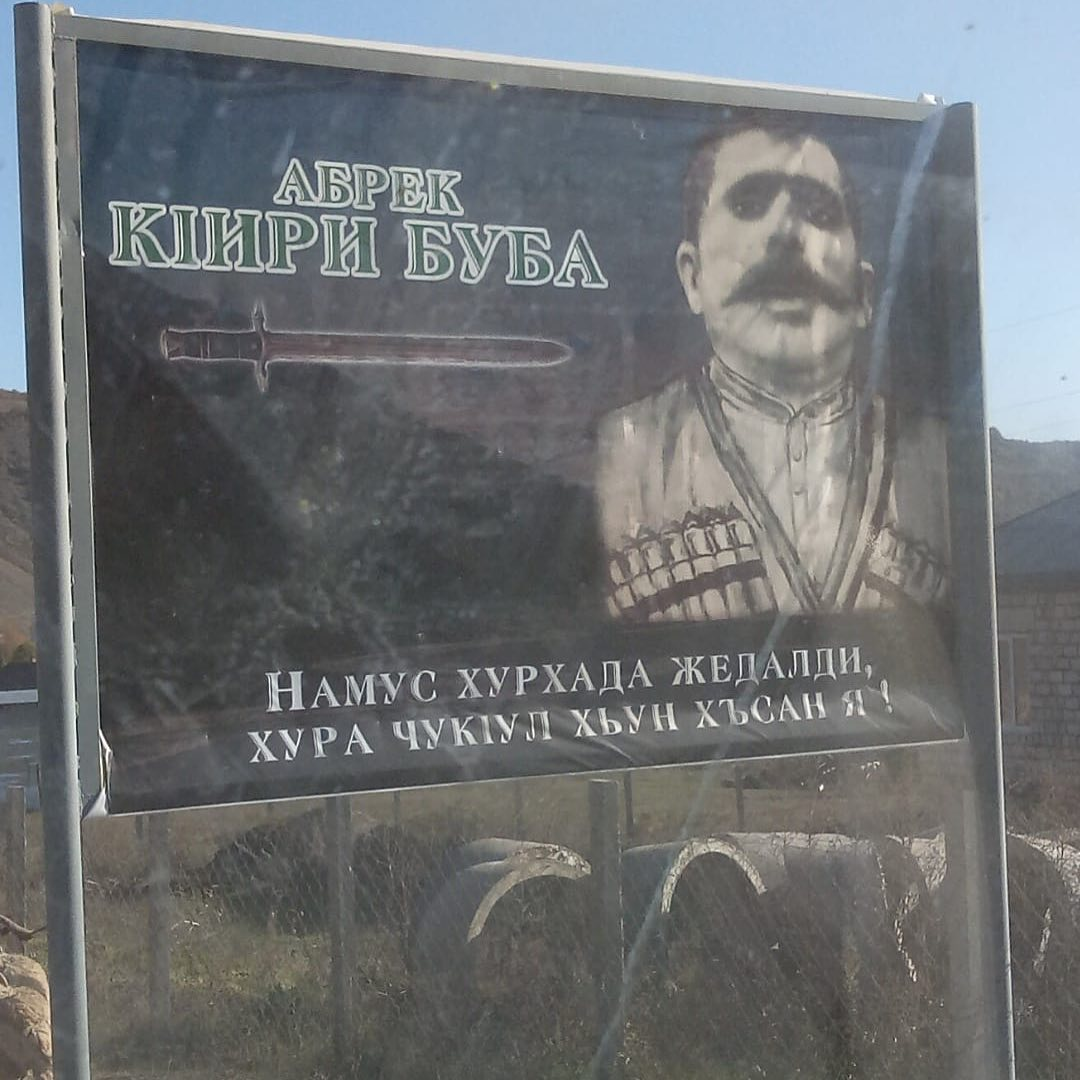
Плакат з абреком в селі Кірі з цитатою: "краще ніж у грудях, ніж честь у грязі"

Після перемоги в Росії більшовизму лезгинський народ став розділений між Дагестанської АРСР і Азербайджанської РСР. Це, а також заборона релігії радянським режимом, призвело до повстання в 1930 році, організованого шейхом Штульським. Повстання було придушене.
Після розпаду СРСР лезгини опинилися між Росією і Азербайджаном. Такий порядок не влаштував більшість лезгинського населення. З'явився рух Садвал, який боровся за з'єднання лезгінських земель. У грудні 1991 року він оголосив про створення держави Лезгистан, проект якого насправді не був реалізований. Азербайджанським режимом рух був звинувачений в тероризмі і співпраці з вірменськими спецслужбами після теракту в Бакинському метро. Багато членів руху були репресовані. У 2016 році був убитий останній лідер Садвал Назім Гаджієв.

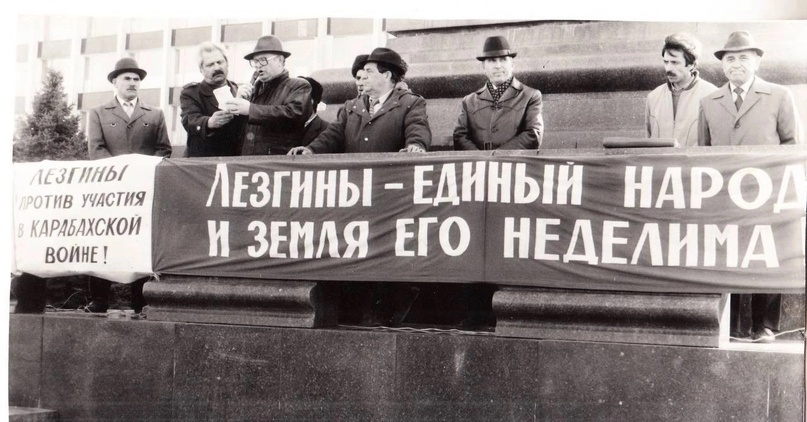
Мітинг проти поділу лезгінських земель між Росією та Азербайджаном. За трибуною керівники лезгинського руху Садвал, 1991 Рік

## Культура
Багатий лезгинський фольклор дійшов до наших часів в основному завдяки усним джерелам. У пісенному фольклорі лезгин центральне місце належить ліричним пісням танцювального характеру з яскравими інструментальними розділами; сама інструментальна музика насичена мелізматикою. Народне мистецтво також представлено танцями, серед яких, зокрема, знаменита «лезгинка», поширена серед народів Кавказу.

### Литература
Епічним пам'ятником лезгинського фольклору є героїчний епос «Шарвілі», який, як вважають збирачі цього літературного пам'ятника, відноситься до XI—XII епос зберігся лише в прозових і віршованих уривках. Класиком лезгинської літератури був поет XIX століття Етім Емін. Серед видних представників того періоду також можна виділити Молла Нурі, Хпедж Курбана, Сайфуллу Курахського, Гаджи Ахтинського. На початку XX століття починає свою творчість поет-ашуг Сулейман Стальський, прозваний Максимом Горьким «Гомером XX століття». Поет своєю творчістю підняв лезгинський фольклор до рівня літератури, збагативши її життєздатними традиційними формами.

## Відомі лезгини
- Хаджі-Дауд (1680-1736) — лезгинський воєначальник і ісламський релігійний лідер, вплинув на опір імперіалістичної експансії Сефевідів на Кавказ на початку XVIII століття.
- Мухаммад Ярагський (1771-1838) — лезгінський алім, засновник мюридизму на Північному Кавказі і вчитель усіх імамів Дагестану і Чечні.
- Сулейман Керімов (1966-) — російський олігарх, бізнесмен-мільярдер, меценат і політик.
- Сулейман Стальський (1869-1937) — відомий радянський поет, який висвітлював проблеми лезгинського народу.
- Загід Краснов (1965-) — український підприємець, політичний і громадський діяч, керівник громадської організації «Громадська сила».
- Ікрам Аліскеров (1992-) — російський самбіст, боєць змішаного стилю (ММА), який виступає під егідою UFC в середній вазі. Чемпіон світу та Європи з самбо.

## Розселення
Основні райони проживання лезгинів у Дагестані за даними перепису 2010.
| Назва району              | Населення району | % лезгинів |
| Сулейман-Стальський район | 58 835           | 98,6 %     |
| Ахтинський район          | 32 604           | 98,5 %     |
| Курахський район          | 15 434           | 98,4 %     |
| Магарамкентський район    | 62 195           | 96,1 %     |
| Докузпаринський район     | 15 357           | 94,0 %     |
| Хівський район            | 22 753           | 38,9 %     |
| Дербент                   | 119200           | 33,7 %     |
| Каспійськ                 | 100 129          | 21,4 %     |
| Дербентський район        | 99 054           | 18,8 %     |
| Дагестанські Огні         | 27923            | 17,9 %     |
| Махачкала (м/о)           | 696 885          | 12,7 %     |
| Южно-Сухокумськ           | 10 035           | 10,4 %     |
| Рутульський район         | 22 926           | 9,3 %      |
| Ізбербаш                  | 55 646           | 7,8 %      |
| Хасав'юртівський район    | 141 232          | 5,3 %      |
| Кизляр (м/о)              | 51 707           | 4,7 %      |
| Тарумовський район        | 31 683           | 3,9 %      |
| Кізлярський район         | 67 287           | 3,4 %      |
| Кизилюрт (м/о)            | 43 421           | 2,4 %      |
| Хасав'юрт                 | 131 187          | 1,6 %      |
| Кумторкалинський район    | 24 848           | 1,2 %      |
| Дагестан                  | 2 910 249        | 13,3 %     |